# 郝崇寿
郝崇寿（1874年？—1926年），字砚樵，江苏省淮安府山阳县（今淮安市淮安区）人，中华民国政治人物。

## 生平
郝崇寿幼年聪慧，据说曾一日便阅读《周易》全部，且略能背诵。其父郝冠卿认为速成不好，乃立日程，令向儿子教授之书达到日程规定即止，不贪多。后来，郝崇寿中秀才，入淮安府学（其遗址位于今淮安市楚州区府学市口西）学习，并获淮安府给予膳食津贴，郝崇寿所读之书既多且杂，从经史到五行、三式（术数家以雷公、太乙、六壬为三式，即占卜之术）都有。
郝崇寿曾任清朝江苏谘议局议员。中华民国初年，曾任江苏省议会议员。袁世凯称帝失败后，1918年，郝崇寿被推选为安福国会众议员，历大总统黎元洪、徐世昌等任内，直到1920年安福国会解散。
在家乡，郝崇寿积极兴办公益事业，时常主文伦学堂（文伦学堂是清朝废除科举后，由曹甸郝氏家族集资创办的学校，校址位于曹甸郝氏宗祠内。后由于经费不足，改为初等小学），设东游预备专科（专门培养学生赴日本学习日语、桑蚕技术）、医学研究所、三善施药局（施舍药物给贫民的机构）。郝崇寿还在家乡提议疏浚泾河，修泾河耳洞，修南北堤以及三义、吉庆诸堤。他还资助了城中的清节堂、江北慈幼院（原是清末盐商、候补道周鹤九的宅邸，其中有楠木厅、桐厅、椿厅、柏厅、松厅，共五十余间，前后有走廊。后来，由淮安三大银行家及郝崇寿集资购买，改设江北慈幼院，专收贫困家庭子弟，教授小学课程以及织布、织毛巾、织袜等技术，学生半工半读。其址为今楚州实验小学）。
民国十年（1921年）淮安发生水灾，郝崇寿以工代赈，修筑福公堤，疏浚永济河，工程质量较高，所花费用却较低。为此，郝崇寿在数月间奔走，不辞劳苦。鉴于谷米价格暴涨，郝崇寿高价收购谷米，施舍给贫民。
民国十三年（1924年），孙传芳占领南京后，渡过长江进攻苏北，战争即将爆发。郝崇寿乃出面邀集绅商代表奔走，使战争没有发生。郝崇寿多次花费巨资为家乡出力，原本富裕的家产逐渐殆尽。
民国十四年（1925年），距离淮安城不远处爆发战争，郝崇寿设保安局，以安定淮安民心。淮安的士绅害怕淮安受到围城而断粮，乃各自输米以备不足，郝崇寿起初输米百石，又力妇孺收容所，发誓与妇孺共存亡。
郝崇寿侍奉患病的父亲郝冠卿，衣不解带，郝冠卿病逝后，郝崇寿极其痛心。母亲王氏逝世时，郝崇寿刚刚成为众议员到北京，闻讯随即奔丧归家。郝崇寿的长兄郝荷舫先逝世，次兄又早逝，郝崇寿侍奉两位孀嫂，抚育长兄郝荷舫的两个孤儿。次兄又无子，郝崇寿便以自己的儿子继承其后。郝崇寿还兴修郝氏宗祠，撰写家谱。
民国十五年（1926年）夏，郝崇寿为勘察运河淮宝段水势，在炎热天气下跋涉而劳累过度，突然患霍乱，于七月十九日在家中突然病逝，享年52岁。郝崇寿的葬礼在淮安举行。

## 家庭
- 父：郝冠卿[2]
- 母：王氏[2]
- 长兄：郝嵩寿，字荷舫[2][5]
- 次兄：郝彭寿[2]
- 妹：郝氏[5]
  - 妹夫：王鸿翔，师从徐嘉，翰林院庶吉士
  - 长外甥：王觐宸，王鸿翔与郝氏的长子，《淮安河下志》的作者。
- 长子：郝肇璜，字琥仲[5]
- 次子：郝肇瑛，字醉石，师从毛乃庸[5]
  - 孙：文格（郝孚远），郝肇瑛之子，中国现代汽车工业创始人之一，抗日战争时期改姓名为“文格”。[6][5]
    - 重孙：文迅，文格之子[6][5]
      - 重孙媳：文迅之妻，文方之母。其祖父为李棠（国军陆军中将），母亲为李仲英。[6][5]
      - 曾重孙女：文方（郝达芸），文迅之女，1976年生于长春，长在北京，长篇小说《生在中国》的作者。[6][5]
- 女：郝肇瑢，字淑娴[5]
  - 女婿：王维钧，郝肇瑢之夫，出身清末民初淮安大盐商王家，1930年代初毕业于上海光华大学（今华东师范大学）化学系，抗日战争时期为国军陆军少将，中华人民共和国时期的1950年代到1960年代任吉林“三大化”总工程师。[5]
- 堂弟：郝应泰，中华民国初年江苏省议会议员[5]
- 胞侄：郝楚白，北京法政专科学校毕业，曾帮当地中学生数十人组织文学研究团体“琢社”，资助过同乡的李小侯（即李寿同，后为北京航空学院教授）等贫寒子弟。1934年，因妻子裴氏（淮安名流裴楠之女）逝世，郝楚白自缢于亡妻灵前。[2]
  - 侄孙：郝孚宁，郝楚白之子。[2]